# 우즈카촌
우즈카촌(兎塚村)은 효고현 미카타군에 있던 촌이다. 현재의 가미정 무라오카구의 남단에 해당한다.

## 역사
- 1889년 4월 1일 - 정촌제 시행에 의해 시쓰미군 13촌의 구역을 가지고 성립하였다.
- 1896년 4월 1일 - 미카타군으로 변경되었다.
- 1955년 4월 1일 - 무라오카정과 합병해, 새로운 무라오카정이 성립, 동일 우즈카촌은 폐지되었다.

## 교통

### 도로
- 국도 제9호선

## 참고문헌
- 가도카와 일본지명대사전 28 효고현